# リチャード・ロビー
リチャード・ロビー（Richard Roby、1985年9月28日 - ）は、アメリカ合衆国のバスケットボール選手である。身長198cm、体重96kgで、ポジションはフォワード。
bjリーグにおいて、2013-14シーズンの最優秀シックスマン、2014-15シーズンのベストファイブを受賞した。
プロバスケットボール選手のケニオン・マーティンとは異母兄弟の間柄である。

## 経歴
マサチューセッツ州グロトンのローレンスアカデミー高校からコロラド大学ボルダー校に進み、2004年から2008年まで在籍した。その間、1試合平均17得点、5.5リバウンドを記録した。また4年間で通算得点2,001点を挙げ、大学史上最多得点記録を塗り替えた。
2008年の夏、ロビーはイスラエルのビネイ・ハシャロン（ビネイ・ヘルツリーヤ）と契約し、翌2009年-2010年のシーズンには同じくイスラエルのマッカビ・ハイファBCでプレーした。
2010年のNBA・サマーリーグではデンバー・ナゲッツでプレイした後、ドラフト指名を受けNBADLのリオグランデバレー・バイパーズと契約し58試合に出場、1試合平均15.3得点を挙げた。しかし2011年にNBAがロックアウトを実施したことも影響し、NBAのチームからのオファーがあったにもかかわらず契約は叶わなかった
その後はメキシコ、フランス、アルゼンチン、韓国KBLの原州東部プロミ、ベネズエラ、プエルトリコのチームでプレイ。2013年9月に秋田ノーザンハピネッツとの契約に合意した。

2013-14シーズンは主にシックスマンとして出場し、10月26日の信州ブレイブウォリアーズ戦で34得点を挙げるなどチームの得点源として活躍し、レギュラーシーズン1試合平均で、リーグ5位の20.1得点、同3位の1.9スティールを記録。リーグの最優秀シックスマン賞を受賞した。プレーオフでは、カンファレンスファイナルで富山グラウジーズを相手に27得点、10リバウンド、5スティールを記録し東地区優勝に貢献。琉球ゴールデンキングスとのファイナルでは敗れたものの17得点を挙げた。

bjリーグ 2015-16までの3シーズンを秋田で過ごした後、2016-17シーズンには三遠ネオフェニックスに移籍し14試合に出場、1試合平均10.9得点を挙げたが、11月15日に解雇された。12月、大阪エヴェッサに加入。39試合に出場し1試合平均8.0得点をあげた。
2017年6月、ベネズエラ、リーガ・プロフェッショナル・バロンセストのマリノスBBCと契約。2018年3月にはメキシコ、リーガ・ナシオナル・バロンセスト・プロフェッショナルのソレス・デ・メヒカリに加わった。
2018年7月29日、Bリーグ、B2中地区の信州ブレイブウォリアーズと契約した。

## 宗教
ネーション・オブ・イスラム信者である。

## 個人成績
| シーズン | チーム | GP | GS | MPG  | FG%  | 3P%  | FT%  | RPG | APG | SPG | BPG | TO  | PPG  |
| -------- | ------ | -- | -- | ---- | ---- | ---- | ---- | --- | --- | --- | --- | --- | ---- |
| 2013-14  | 秋田   | 50 | 5  | 27.4 | 46.1 | 27.5 | 70.2 | 5.2 | 2.5 | 1.9 | 0.9 | 2.3 | 20.1 |
| 2014-15  | 秋田   | 51 | 47 | 30.3 | 53.9 | 32.9 | 56.0 | 7.2 | 4.3 | 2.3 | 1.1 | 2.6 | 20.0 |
| 2015-16  | 秋田   | 47 | 47 | 31.6 | 47.2 | 33.9 | 62.5 | 8.0 | 3.7 | 1.9 | 0.9 | 2.0 | 19.9 |
| 2016-17  | 三遠   | 14 | 9  | 18.9 | 34.6 | 24.4 | 65.2 | 5.6 | 1.4 | 1.2 | 1.0 | 1.6 | 10.9 |
| 2016-17  | 大阪   | 39 | 5  | 12.6 | 42.8 | 29.2 | 45.9 | 2.9 | 0.9 | 0.7 | 0.5 | 1.1 | 8.0  |